# JiR

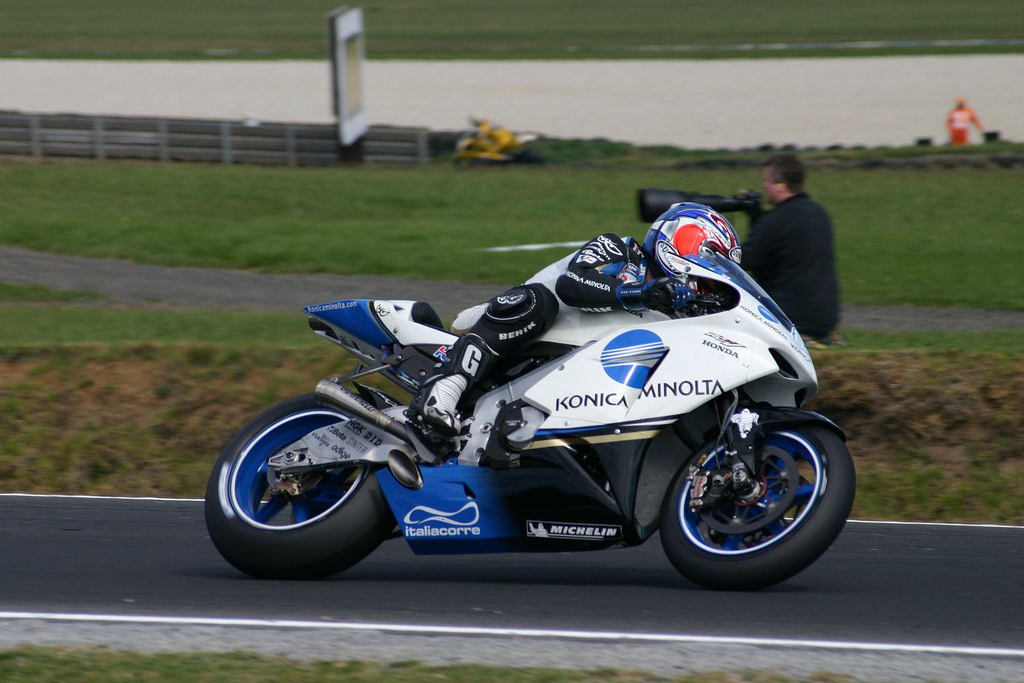
Makoto Tamada 2006 auf Konica-Minaolta-Honda

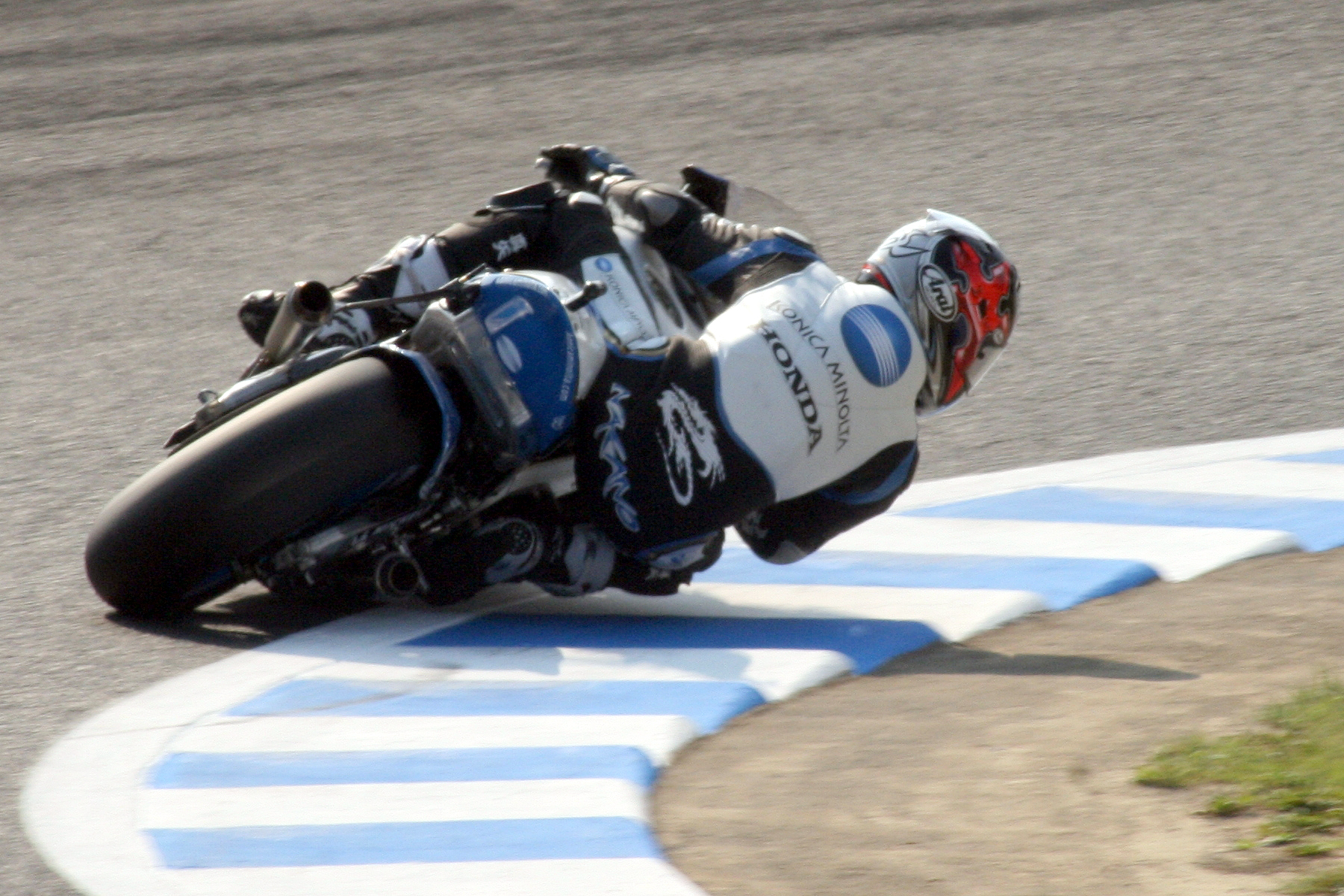
Shin’ya Nakano 2007 auf der Konica-Minolta-Honda

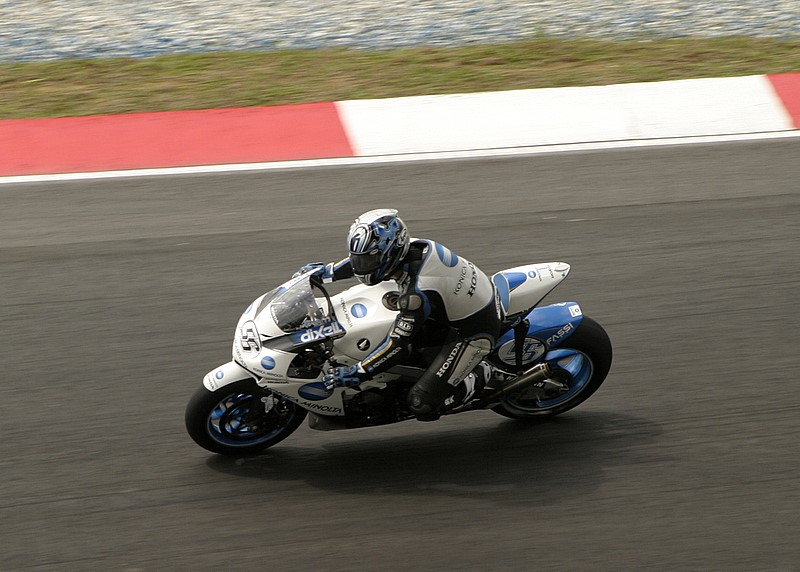
Nakano beim Großen Preis von Malaysia 2007

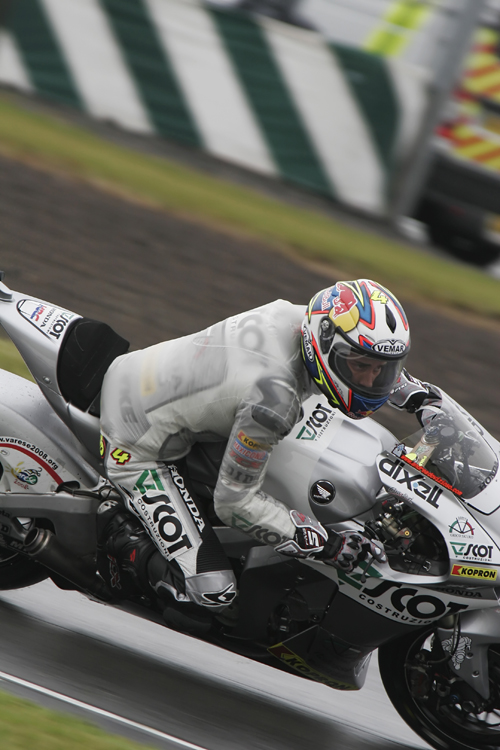
Andrea Dovizioso 2008 auf JiR Scot-Honda

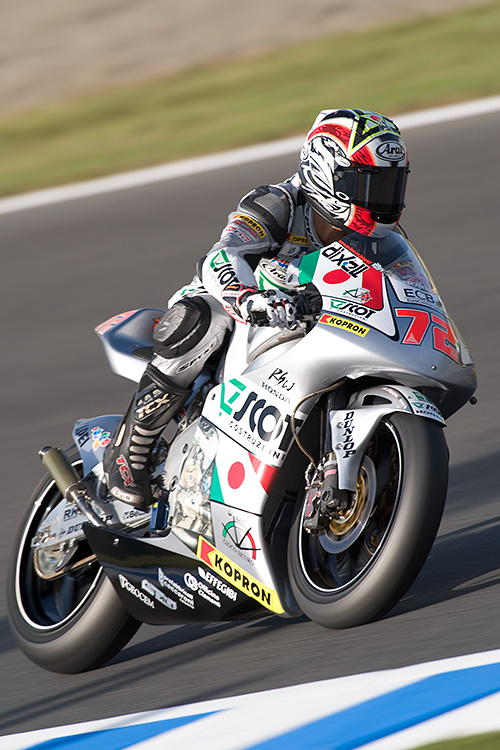
Yūki Takahashi 2008 auf JiR Scot-Honda

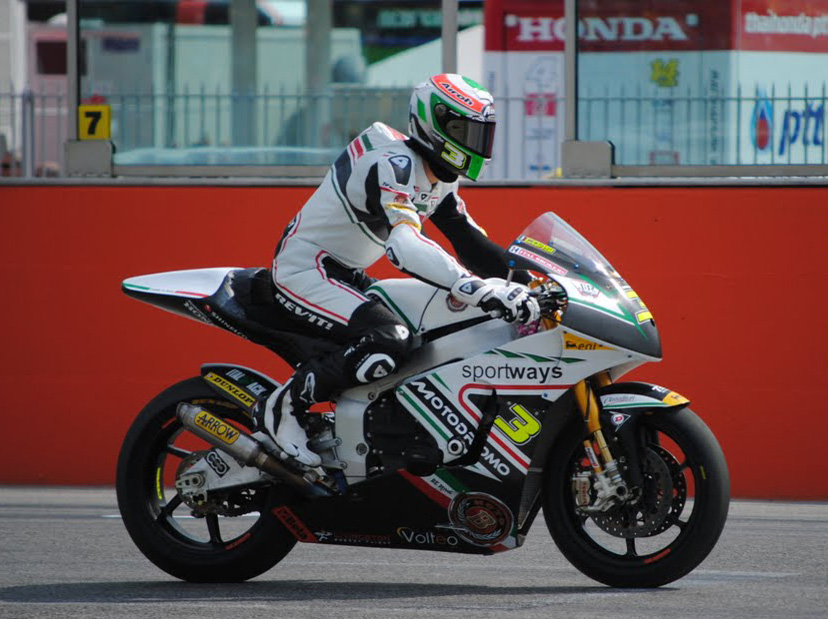
Corsi 2010 auf JiR-Motobi

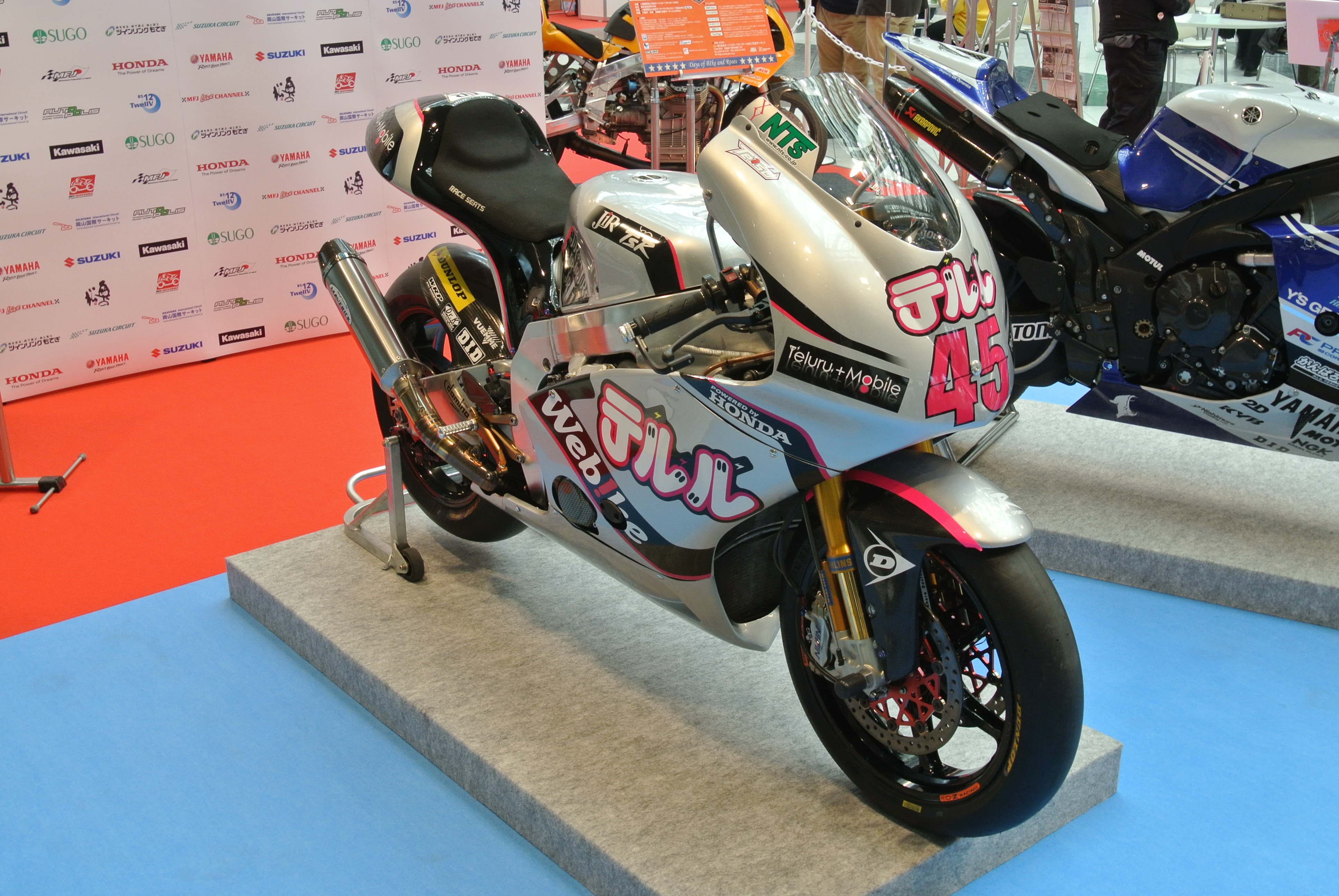
Nagashimas JiR-TSR aus der Saison 2014

Japan Italy Racing, besser bekannt als JiR und Konica Minolta Honda, war ein monegassisches Motorradsportteam. 2005 stieg JiR in die MotoGP-Klasse der Motorrad-Weltmeisterschaft ein und holte bis einschließlich 2008 durch Makoto Tamada und Andrea Dovizioso zwei Podestplätze.
2010 kehrte JiR nach einem Sabbatjahr in die Weltmeisterschaft zurück und fuhr nun in der Moto2-Kategorie. Alex De Angelis konnte für JiR die einzigen beiden Siege einfahren. Nach dessen Wechsel zu Forward Racing allerdings war JiR ab 2012 trotz Namen wie Johann Zarco, Mike Di Meglio, Tetsuta Nagashima und Randy Krummenacher nur noch mäßig erfolgreich. Nach einer Saison mit Kalex-Chassis zog sich JiR Ende 2015 aus dem Rennsport zurück.

## Statistik

### MotoGP-Team-WM-Ergebnisse
- 2005 – Neunter
- 2006 – Zehnter
- 2007 – Zehnter
- 2008 – Siebter (als Kooperation mit Scot)

### Grand-Prix-Siege
| Saison | Klasse | Rennen     |
| ------ | ------ | ---------- |
| 2010   | Moto2  | Australien |
| 2011   | Moto2  | Australien |